# AggregateIQ
AggregateIQ (parfois dit Aggregate IQ ou AIQ), initialement créée sous le nom de SCL-Canada, est une société de technologies numériques (fouille de données, analyse de données, courtage de données, marketing d'influence) et de conseil en communication politique, basée dans le centre-ville de Victoria, en Colombie-Britannique. Elle se présente comme une société qui « intègre, obtient et normalise les données provenant de sources disparates ».
AIQ a été cofondée en 2013 (la même année que Cambridge Analytica) par Zack Massingham (ancien administrateur d'université, « devenu gourou du marketing numérique » et Jeff Silvester). L'un de ses actionnaires, Robert Mercer, était aussi actionnaire de Cambridge Analytica. En anglais, IQ fait référence à Intelligence quotient (quotient intellectuel ou QI, en français).
En février 2017, AIQ employait officiellement 20 personnes.
AIQ est l'une des entreprises principalement responsables et impliquées dans le scandale Cambridge Analytica/AggregateIQ de manipulation psychologique de groupes de personnes-clé dans divers processus électoraux dans le monde, notamment au moment du référendum qui a abouti au Brexit. Avant la révélation de ce scandale par plusieurs lanceurs d'alerte, le site internet d'AIQ affichait lui-même la citation suivante de Dominic Cummings le directeur de campagne de Vote Leave : « Sans aucun doutes, la campagne de Vote Leave doit en grande partie son succès au travail d'AggregateIQ. Nous n'y serions pas arrivé sans elle ».

## Services
Selon les archives du Web (145 captures d'écran faites du 6 août 2013 au 2 février 2021), le site internet d'AggregateIQ (janvier 2021) annonçait sur sa page d'accueil travailler en partenariat avec :
- Campain Pillar (une société de marketing politique aidant des candidats et organisations à gagner des élections, via une gamme de services, notamment de recherche, ciblage, communication et mobilisation des électeurs) ;
- Direct Vote (société de technologie électorale vendant des solutions de vote par correspondance, en ligne et de vote électronique et par procuration) ;
- AGGTRAX Intelligence (société de collecte et vente de données sur les électeurs et les élections, et d'analyses électorales. Elle offre aussi des solutions de « ciblage électoral ») ;
- VoterMatch (organisation se présentant comme à but non lucratif et aidant les électeurs à s'inscrire sur les listes électorales et à voter, notamment via un service d'inscription en ligne, un service de recherche d'inscription et un service de mobilisation des électeurs) ;
- CANVASSR (société de « technologie électorale » vendant des solutions de collecte de données et de mobilisation des électeurs, dont sur le terrain, par SMS, par courriel…).

AggregateIQ se présentait comme étant une entreprise aidant ses clients à atteindre leurs objectifs (gagner une élection ou un référendum), en s'appuyant sur le big data en prenant à sa charge les détails pénibles , par des moyens tels que :
- la sensibilisation du public (via diverses techniques psychologiques de manipulation de l'opinion) ;
- le tests de messages (ils informent sur ses points forts du message, ses faiblesses, et sa capacité à atteindre une population cible. Remarque : dans d'autres secteurs, il existe des forums « où des messages sont testés auprès de membres du groupe cible choisis au hasard »[11] ;
- des sondages d'opinion (portant sur l'opinion publique) ;
- des contacts directs (démarchage porte-à-porte) ;
- des « engagement et intervention en ligne » ;
- la gestion de données ;
- des développements de logiciels (softwares) ;
- l'analyse d'audience ;
- le reporting ;
- les indicateurs de résultats.

## Histoire
Selon le journal The Guardian, en janvier 2013, une jeune diplômée américaine de passage à Londres est invitée par le patron d'un cabinet où elle avait précédemment été stagiaire.
Ce cabinet se présentait comme société d'analyse de données, dénommé SCL élections, filiale du Groupe SCL présidé par Alexander Nix : Strategic Communication Laboratories (qui sera ensuite racheté par le milliardaire spécialisé en fonds spéculatifs secrets, Robert Mercer).
Christopher Wylie a expliqué au journal The Observer que lorsqu'il a été nommé directeur de recherche pour SCL, il lui fallait rapidement accroitre la capacité technique de SCL. Il a alors contacté divers spécialistes avec lesquels il avait antérieurement travaillé, dont Silvester (qu'il a connu à Victoria via les cercles du Parti libéral fédéral). Il a proposé à Silvester de venir à Londres travailler pour SCL. The Observer cite un courriel daté du 11 août 2013 envoyé par Wylie à Silvester à propos de SCL : « Nous faisons principalement du travail de guerre psychologique pour l'OTAN (…) Mais beaucoup de projets impliquent un élément sociopolitique ». Silvester, qui voulait rester au Canada, lui a répondu : « Vous avez besoin d'un bureau canadien ». Il fallait un budget et/ou des actionnaires pour augmenter les capacités de SCL. C'est la famille du milliardaire américain Mercer qui s'en chargera, en créant et contrôlant à la fois Aggregate IQ et Cambridge Analytica (société depuis connue pour son rôle caché dans les campagnes ayant porté Donald Trump au pouvoir, et ayant favorisé le camp des pro-Brexit au Royaume-Uni).
Avant de manipuler l'opinion publique pour faire gagner le « parti du Brexit », AIQ avait déjà (grâce à ses softwares) travaillé aux États-Unis avec John R. Bolton, qui sera en 2018 nommé conseiller à la sécurité nationale de Donald Trump (avant de démissionner de cette fonction, en 2019, pour incompatibilité de points de vue avec son président).
Selon Christopher Wylie (mars 2018) les deux entreprises (CA et AIQ) disposaient de la même technologie sous-jacente, mais AIQ gérait la plateforme technologique et les bases de données de Cambridge Analytica.
Bien que basée au Canada et encore inconnue du public, Aggregate IQ (souvent en lien avec Cambridge Analytica) a aussi été rapidement utilisés de l'autre côté de l'Atlantique, au Royaume-Uni, dont en Irlande du Nord par divers élus pour leurs campagnes électorales (ex. : par Adrian McQuillan, Christopher Stalford ou Peter Weir au sein du Parti unioniste démocrate, ou par le DUP, Democratic Unionist Party, lors de la campagne pour les élections de mars 2017. Dans ces cas, ceci s'est fait légalement, en déclarant ces dépenses sur leurs comptes de campagne).
AIQ avait aussi travaillé pour au moins deux sénateurs américains (Thom Tillis et surtout Ted Cruz avec pour mission de leur faire gagner les élections sénatoriales. C'est lors du travail de Cambridge Analytica pour la campagne de Cruz, qu'AIQ a créé Ripon, une plateforme logicielle de campagne personnalisée, intégrant une intelligence artificielle, qui est devenue le prototype utilisé par les groupes de campagne pro-Brexit, notamment Vote Leave et BeLeave.
Avant que Christopher Wylie ne quitte l'entreprise AIQ et du même coup le programme visant à faire élire Donald Trump ; Wylie (futur lanceur d'alerte) disposait déjà en août 2014 de 2,1 millions de profils individuels, répartis dans de 11 États américains-clé pour l'élection des républicains. Ces profils étaient créés pour recevoir et éventuellement transmettre chez leurs pairs des messages envisagés par Mercer et Steve Bannon dans un premier temps au profit des campagnes républicaines conduisant aux primaires de 2016 (Christopher Wylie est partie avant ces élections).
Selon Christopher Wylie « Ce que ce nombre [2,1 millions] représente, c'est un nombre de personnes pour lesquelles [AggregateIQ] dispose de leurs données Facebook, de leurs données électorales et de leurs données de consommateurs (toutes mises en correspondance), mais pour lesquelles on dispose en outre de 253 scores ou éléments prédictifs supplémentaires qui ont ensuite été ajoutés à leur profil ». Ces 253 prédictions proviennent d'algorithmes secrets de Cambridge Analytica, qui prétendait pouvoir ainsi offrir à ses clients un profilage extrêmement précis. Si seul Facebook est utilisé, le commanditaire classique (annonceur publicitaire par exemple) reste limité à de larges traits démographiques subdivisés en sous-catégories par un algorithme différenciant par exemple les amateurs de différents types de musique (jazz, folk, rock, classique rap…) par exemple, ou par sport et équipe sportive préférés. Les 253 autres prédicteurs de Cambridge Analytica vont bien plus loin, et peuvent par exemple selon Christopher Wylie, créer des « publicités » ou un « message politique » que personne d'autre ne pourrait aussi bien cibler : un démocrate névrosé, ou un extraverti ou un conservateur au tempérament doux recevront chacun un message radicalement différent de celui qui sera envoyé à un intellectuel introverti émotionnellement stable, dans tous les cas pour modifier leur intention de vote (changer de camp ou être abstentionniste le jour du vote) alors que les mêmes messages, échangés, auraient des effets inverses. Selon Dakoda Trithara (2020), « AIQ a ensuite diffusé « 1 390 publicités pour le compte des pages liées [sur Facebook] lors de la campagne référendaire entre février 2016 et le 23 juin 2016 » ».
Christopher Wylie cite en exemple un message classique disant qu'un candidat est favorable à l'emploi. Ce message n'a pas pour l'électeur de sens particulier et il ne différencie pas un candidat de ses opposants, car tout le monde est favorable à l'emploi. Mais précise Wylie, après avoir décortiqué ce que sont les notions et valeurs « travail » et « emploi » pour différentes personnes, il devient évident qu'une personne ne s'engagera pour un candidat que s'il lui parle avec des motivations et des valeurs qui sont celles de cet électeur au moment même. Lors de ces élections les stratèges conservateurs américains ont compris, que via des messages connus sur la base d'algorithmes et de profilage psychosociologique, ils pouvaient maintenant donner l'impression que leur candidat conservateur était émotionnellement très proche d'eux. « Si vous parlez à une personne consciencieuse — une personne qui se classe très bien dans la partie C du modèle Ocean — vous parlerez de l’opportunité de réussir et de la responsabilité qu’un emploi vous donne ; à une personne ouverte, vous parlez de l'opportunité de grandir en tant que personne ; et à une personne névrosée vous insisterez sur la sécurité que l'emploi donne à sa famille ». Via les réseaux sociaux principalement, il est devenu possible de simultanément envoyer de tels messages à différents groupes et profils. Vers la fin de la campagne, une fois bien testés, les envois de ces messages peuvent même être automatisés, à la manière des « Mad Libs », avec un algorithme parcourant un thésaurus à partir duquel il combinera parfaitement les mots et concepts les plus séducteurs pour chaque sous-groupe cible. Ce type de message peut flatter l'égo ou les espoirs de l'électeur, ou au contraire provoquer sa colère contre le camp adverse (par exemple pour augmenter la participation de la droite, des messages, généralement différents, pour additionner leurs effets, attaquaient le mariage homosexuel, l'avortement ou mettaient en avant la supposée vague d'immigrants envahissant l'Amérique). Les fake news et théories du complot y sont souvent intégrées.
En 2018, le 6 avril, Facebook a fermé le compte d'AggregateIQ, en raison de ses liens avec SCL Group (ou SCL Elections Limited), la société mère de Cambridge Analytica,,,.

Facebook a fait savoir que : « à la lumière des rapports récents, selon lesquels AggregateIQ pourrait être affilié à SCL et pourrait, par conséquent, avoir mal utilisé des données d'utilisateur Facebook, nous les avons ajoutées à la liste des entités que nous avons suspendues de notre plateforme pendant que nous enquêtons ». Deux jours après (8 avril 2018), Facebook suspendait aussi le compte de « CubeYou », une firme d’analyse de données californienne qui, comme Aleksandr Kogan le faisait pour alimenter Cambridge Analytica, proposait aux internautes des tests de personnalité dont les résultats présentés comme destinés à la recherche académique étaient en réalité directement vendus à des groupes publicitaires, ce que Facebook a appris par un article de CNBC.
En 2018, AIQ conteste avoir fait des choses illégales, et affirme toujours ne jamais avoir travaillé pour Cambridge Analytica depuis un contrat signé en 2014. Mais AIQ reconnait avoir reçu en 2016 — peu avant le vote sur le Brexit — 2,7 millions de livres sterling de Vote Leave, 100 000 £ de Veterans For Britain, 32 000 £ du Parti unioniste démocrate et 675 000 £ de BeLeave (groupe de Darren Grimes), cette dernière somme provenant en réalité de « Vote Leave » comme le montrera le lanceur d'alerte Shahmir Sanni).
L'argent des vétérans et de Darren Grimes (à l'exception de 50 000 £ donnés à Grimes par un donateur individuel) provenait de Vote Leave, qui approchait alors de sa limite de dépenses de 7 millions de livres sterling en vertu des règles du référendum britannique. La commission électorale du Royaume-Uni a d'abord déclaré qu'il n'y avait rien de mal à cela, puis a rouvert une enquête en novembre 2017. La question aurait été de savoir si le parti Vote Leave dictait comment cet argent devait être dépensé par Grimes ou les Vétérans pour la Grande-Bretagne, ce qui aurait été contraire aux règles électorales.
Au printemps 2018, AggregateIQ a quitté ses bureaux de Market Square à Victoria (et ne semble plus joignable que via une boîte postale).

## Controverses

### Manque d'éthique, illégalité des méthodes…
Depuis l'explosion d'Internet se développent des alertes quant aux risques d'atteinte à la vie privée par le recoupent des nombreuses traces laissées sur le Net par chaque internaute. Ces éléments du big data peuvent facilement être exploités par des sociétés à but lucratif pour le compte de groupes de pression, d'entreprises, de partis politiques, d'idéologies ou d'États ayant des intentions opportunistes de manipulations des opinions individuelles et de l'opinion publique,.
AIQ ne s'est pas contenté des données de Kogan, elle a aussi trompé le public pour récolter des données personnelles. Par exemple, pour alimenter Vote Leave, AIQ a créé un supposé concours doté de 50 millions de livres sterling pour récompenser ceux qui arriveraient à prédire le résultat de chaque match du championnat d’Europe 2016, mais « pour participer, les personnes devaient fournir leur nom, leur adresse, leur adresse électronique, leur numéro de téléphone et la façon dont elles prévoyaient voter au référendum »
Depuis les années 2000, la communauté internationale tente de construire des instruments internationaux de protection de la vie privée et des données personnelles adaptés à ce nouveau contexte. C'est le cas par exemple de la Convention 108 modernisée (version 2018) du Conseil de l'Europe de la Convention pour la protection des personnes à l'égard du traitement automatisé des données à caractère personnel, et de diverses recommandations. Il s'agit notamment de permettre et protéger des élections et processus de décisions libres et non arbitraires, c'est-à-dire et fondés sur la science et des données réelles, dans le respect des grands principes démocratiques du pluralisme et de l’autonomie individuelle.
Après que le scandale Cambridge Analytica ait éclaté en 2018, la société AIQ, jusqu'alors quasi-inconnue a suscité la controverse et l'inquiétude concernant notamment une absence de respect des règles élémentaires d'éthique. Il est en effet apparu qu'AIQ semble avoir fortement contribué à fausser le résultat de votes en manipulant — avant le vote — l'opinion publique, grâce à une propagande d'astroturfing politique, biaisée et microciblée, basée sur la formulation de messages construits à partir de données personnelles récoltées sur le Net sans l'accord des personnes concernées.

Cette propagande était souvent spécifiquement construite pour mobiliser des ressorts psychologiques inconscients, dont en exacerbant des peurs inconscientes et le ressentiment (contre les étrangers, les réfugiés notamment), afin de modifier les votes d'individus et de leurs communautés (en faveur de clients d'AIQ : élus, groupes politiques et/ou groupes de pressions visant dans ce cas le retrait du Royaume-Uni de l'Union européenne). AIQ a apporté à ces clients son assistance logicielle et ses données aux plus grands lobbys pro-Brexit, dont aux groupes pro-Brexit Vote Leave et BeLeave en 2016.
Deux ans après le vote sur le Brexit (2016), l'enquête de l'Information Commissioner's Office (ICO) a dans un premier temps conclu ne pas avoir trouvé de preuves que Cambridge Analytica ait joué un rôle majeur dans le Brexit.
Mais en 2018, un lanceur d'alerte Christopher Wylie a affirmé dans plusieurs journaux européens (dont Libération), que Cambridge Analytica (pour qui il travaillait à l'époque à un poste de responsabilité) a joué un « rôle crucial » dans le vote en faveur du Brexit. Cambridge Analytica n'a selon lui pas agi seul, mais de concert avec son homologue canadien AIQ. Ceci a été confirmé en octobre 2020 par la mise en lumière du fait qu'AggregateIQ a reçu environ 3,5 millions de livres sterling de quatre groupes de campagne pro-Brexit (Vote Leave, BeLeave, Veterans for Britain et le Parti unioniste démocrate ou DUP pour Democratic Unionist Party d'Irlande du Nord). AIQ, aurait été recommandé à Vote Leave (le groupe officiellement leader de la campagne pour le Brexit) par Darren Grimes. Ce dernier venait de créer un groupe de jeunes « brexiteurs » : BeLeave ; un groupe de pression chargé de faire en sorte qu'un grand nombre de jeunes indécis ou plutôt proeuropéens votent pour le Brexit. AIQ était chargé de créer un logiciel visant à agréger des données personnelles afin de manipuler les électeurs par le biais de messages les ciblant spécifiquement, en fonction de leur profil psychologique. Ce profil était établi à partir de leurs choix de médias sociaux et de leurs comportements sur les réseaux sociaux. Selon Christopher Wylie, Leave.EU a de plus contourné son « plafond légal de dépenses » en dépensant près d'un million de livres pour cibler des électeurs afin de rendre le Brexit désirable à leurs yeux ; « sans AggregateIQ, le camp du 'Leave' n'aurait pas pu gagner le référendum, qui s'est joué à moins de 2 % des votes »,. »
Ce faisant AggregateIQ a doublement agi dans l'illégalité car :
- en vertu de la législation britannique, la coordination inter-groupes lors d'une élection est strictement interdite[2] ;
- l'utilisation de données personnelles sans accord des personnes est interdite dans tous les États-membres de l'Union européenne (et le Royaume-Uni en faisait alors encore partie).

En mai 2018, un dirigeant de Facebook a témoigné devant le Comité spécial de la Chambre des communes pour le numérique, la culture, les médias et le sport que Vote Leave et BeLeave, deux lobbies pro-Brexit ont ciblé exactement les mêmes publics sur Facebook, et tous deux l'ont fait via AIQ.

### Accusation de violation du RGPD
En 2018, AggregateIQ est devenue (le 20 septembre) la première entreprise à être mise en demeure par le Bureau du commissaire à l'information du Royaume-Uni pour violation du règlement général sur la protection des données de l'Union européenne. 
AggregateIQ a fait appel.
En 2019, un documentaire a affirmé que le concept commercial d'AIQ consistait (comme Cambridge Analytica) à collecter et analyser des données personnelles trouvée (ou volées) sur Internet afin de personnaliser l'envoi de slogans politiques spécialement construits dans le but de les persuader d'agir conformément aux souhaits des clients d'AIQ.

### Réactions du public et des parties prenantes
Plusieurs gouvernements ont ouvert des enquêtes sur les activités et le rôle d'AggregateIQ qui semble avoir pu fausser les résultats de plusieurs votes ou élections dans divers pays.
En juin 2018, Jeff Silvester (alors directeur d'AggregateIQ chargé de l'exploitation), tout en cherchant à minimiser ou nier la responsabilité de son entreprise a dit devant la Commission électorale canadienne : « Toutes ces enquêtes, l'attention médiatique, les gens qui campent devant chez nous (…) et les horribles messages qui nous sont envoyés : est-ce qu'on souhaite ça ? Est-ce que je souhaiterais ça à mon pire ennemi ? Non. ».

#### Enquête et poursuites au Canada
Parmi les presque 87 millions d'utilisateurs de Facebook dont les données ont été piratées par Cambridge Analytica, figuraient 622 161 Canadiens, selon les estimations faites a posteriori par Facebook.
Début 2018, des parlementaires canadiens (comme leurs collègues britannique), ainsi que les commissariats à la protection de la vie privée du Canada et de la Colombie-Britannique, se sont inquiétés de savoir si AggregateIQ (fondée par la même maison mère que Cambridge Analytica, et semblant avoir les mêmes objectifs), aurait aussi dressé des profils psychologiques de ces canadiens (ou de nord-américains) pour pouvoir les influencer.
Fin avril 2018, Jeff Silvester (directeur de l'exploitation chez AggregateIQ) et Zack Massingham (directeur d'AggregateIQ) ont du une première fois témoigner devant le Comité permanent de l'accès à l'information, de la protection des renseignements personnels et de l'éthique de la Chambre des communes canadienne. Selon le député néo-démocrate Charlie Angus, M. Massingham, n'a pas du tout été coopératif , et AggregateIQ est ensuite accusé, par deux personnes au moins, d'avoir menti au comité de députés des Communes à propos de ses liens avec Cambridge Analytica et du vol de données personnelles sur Facebook. Outre celui du lanceur d'alerte, un nouveau témoignage, émanant cette fois d'un chercheur en sécurité informatique disant avoir des preuves contredisant les affirmations d'AggregateIQ selon lesquelles la compagnie n'avait pas récolté de renseignements comme l'avait fait Cambridge Analytica.
En juin 2018, après avoir auditionné le lanceur d'alerte canadien Christopher Wylie (ancien directeur de recherche chez Cambridge Analytica qui affirme que les profils psychologiques dressés par Cambridge analytica ont servir à influencer et retourner le vote lors du référendum britannique, mais qu'ils ont aussi été utilisés lors de la campagne électorale de l'élection présidentielle américaine de 2016 qui a porté au pouvoir Donald Trump aux États-Unis), le même Comité de la Chambre des communes canadienne, réinterroge Zack Massingham et Jeff Silvester.

Ce dernier, durant trois heures d'interrogatoire aux Communes, jurant qu'il dit la vérité (comme lors de sa précédente comparution à Ottawa fin avril), persiste à nier les allégations selon lesquelles son entreprise aurait induit en erreur des députés voulant savoir si le controversé piratage de données de Facebook avait ou avait eu des ramifications au Canada. Jeff Silvester a répété qu'AggregateIQ ne recueillait pas de données, n'a pas violé la loi électorale britannique et n'a jamais été une filiale canadienne de SCL (société mère de Cambridge Analytica). Jeff Silvester soutient que son entreprise est toujours restée dans la légalité en aidant des groupes pro-Brexit par des « campagnes de publicité en ligne », puis après sa comparution, Silvester a jugé « étonnantes » les accusations du lanceur d'alerte canadien Christopher Wylie (ancien directeur de recherche chez Cambridge Analytica). 
En 2018, AIQ a affiché un temps sur son site internet le communiqué suivant : 

« AggregateIQ est une société de publicité numérique, de développement Web et de logiciels basée au Canada. Elle est et a toujours été détenue et exploitée à 100 % par des Canadiens. AggregateIQ n'a jamais été et ne fait pas partie de Cambridge Analytica ou SCL. Aggregate IQ n'a jamais conclu de contrat avec Cambridge Analytica. Chris Wylie n'a jamais été employé par AggregateIQ. AggregateIQ travaille dans le respect de toutes les exigences légales et réglementaires dans toutes les juridictions où il opère. Elle n'a jamais été impliquée sciemment dans aucune activité illégale. Tout le travail effectué par AggregateIQ pour chaque client est séparé de celui de tous les autres clients. AggregateIQ n'a jamais géré, ni n'a jamais eu accès à aucune donnée ou base de données Facebook obtenue de manière illicite par Cambridge Analytica. »

Le directeur (Zack Massingham), également convoqué, ne s'est pas présenté, arguant de raisons de santé (non précisées). En conséquence, des élus ont envisagé de l'accuser d'outrage au Parlement.
En novembre 2019, le commissaire à la protection de la vie privée du Canada, ainsi que le commissaire à la protection de la vie privée de Colombie-Britannique ont reconnu dans un rapport public que AggregateIQ avait enfreint les lois sur la protection de la vie privée dans le traitement des données des électeurs britanniques durant la campagne du Brexit. Le rapport précisait : « Quand la société a utilisé et divulgué les informations personnelles des partisans de Vote Leave à Facebook (…) cela allait au-delà des fins pour lesquelles Vote Leave avait consenti à utiliser ces informations ».

### Filmographie
- Film sur le scandale de Cambridge Analytica (The Great Hack)